# گنجایش خروجی

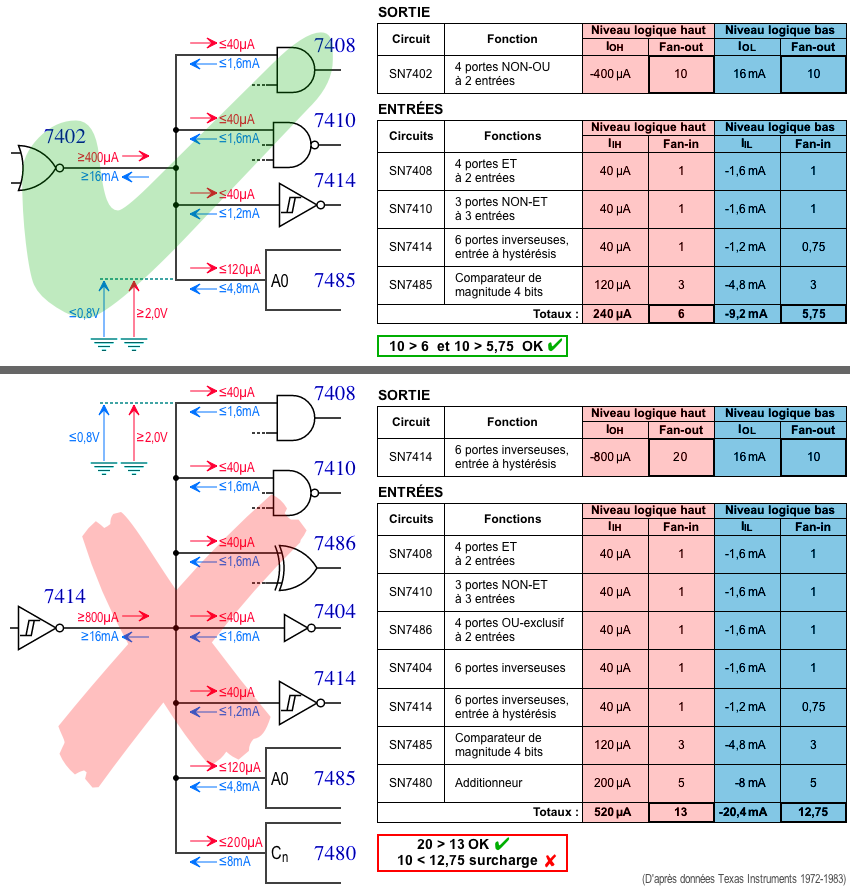
گنجایش خروجی

در الکترونیک دیجیتال، گنجایش خروجی یا پهنای خروجی (Fan-out) برای یک دروازه منطقی عبارت است از تعداد ورودی‌های گیت‌ها که می‌تواند به خروجی یک گیت منطقی متصل شود.
در بیشتر طراحی‌ها، گیت‌های منطقی به هم متصل شده‌اند تا مدارهای پیچیده‌ای را شکل دهند. در حالی که بیش از یک خروجی گیت منطقی به هیچ ورودی اتصال نیافته‌است، معمول است که یک خروجی به چندین ورودی متصل شود. فناوری به کار رفته در طراحی گیت‌های منطقی معمولاً این امکان را فراهم آورده‌است که یک خروجی از یک گیت منطقی به چندین ورودی بدون نیاز به مدارهای کمکی متصل شود. بیشینه گنجایش خروجی یک خروجی قابلیت راه‌اندازی-بار آن را اندازه‌گیری می‌کند که عبارت است از: بیشترین تعداد ورودی گیت‌ها از همین نوع است که می‌توان خروجی را به‌طور امن به آنها متصل کرد.

## رویکرد عمومی
حداکثر گنجایش خروجی برای یک خانواده از گیتهای منطقی معمولاً در دیتاشیت (datasheet) آن قطعه بیان می‌شود. این محدودیت با این فرض است که گیت‌هایی که از خروجی این گیت به عنوان ورودی استفاده می‌کنند، از همین خانواده هستند.
در صورتی که دوگونهٔ متفاوت (از دو خانوادهٔ متفاوت) از دروازه منطقی به هم متصل باشند، نیاز به تحلیل پیشرفته تری از گنجایش خروجی یا گنجایش ورودی (fan-in) است. برای هر خانواده از گیت‌های منطقی، به‌طور کلی یک ورودی «استاندارد» توسط سازنده با حداکثر جریان‌های ورودی در هر سطح منطقی تعریف می‌شود، و پهنای خروجی برای یک خروجی به عنوان تعداد این ورودی‌های استاندارد که می‌توانند در بدترین حالت راه اندازی شوند، محاسبه می‌شود. (بنابراین، محتمل است که یک خروجی بتواند در واقع تعداد بیشتری ورودی را در مقایسه با آن چیزی که در گنجایش خروجی آمده‌است راه‌اندازی کند). در نهایت، اینکه گنجایش خروجی یک قطعه آیا قابلیت راه‌اندازی یک مجموعه از ورودی‌ها را دارد از طریق جمع کردن حداقل جریان قابل قبول برای آن ورودی‌ها، که در دیتاشیت آن قطعه آمده‌است، محاسبه می‌شود.
برای محاسبهٔ گنجایش خروجی دو روش تحلیل دی‌سی (DC) و تحلیل اِی‌سی (AC) وجود دارد.
وقتی که نیاز به کلیدزنی سیگنال با سرعت بالا باشد، امپدانس ای‌سی خروجی، ورودی‌ها، و رساناهای موجود در بین ورودی و خروجی می‌تواند به‌طور قابل توجهی ظرفیت رانهٔ (drive capacity) خروجی را به‌طور قابل توجهی کاهش دهد، و در این موارد تحلیل DC ممکن است کافی نباشد.

## راه‌های افزایش گنجایش خروجی
برای افزایش گنجایش خروجی می‌توان این مسئله را از همان ابتدا در طراحی در نظر گرفت یا این که در مدارهایی از بافرهای میانی استفاده نمود.